# София (автомобил)
Вижте пояснителната страница за други значения на София.
София е марка български спортни автомобили, проектирани през 1980-те години от инж. Велизар Андреев и произвеждани в изключително малка серия.
От спортния модел „София-Б“ с централно разположен мотор и двуместно купе са произведени по непотвърдени данни 12 напълно окомплектовани бройки в периода 1985 – 2001 година. Оригиналната „София-Б“, произвеждана от 1985 до 1989 година, е с прибиращи се фарове. През 1989 година е представена фейслифт версия с открити фарове, свалени в долната част на предницата, а дизайнът на задната част е радикално променен. Първоначално всички „София-Б“ са с двигатели от ВАЗ-21061 с обем 1.5 литра, а по-късно започват да се оборудват с агрегати от ВАЗ-2106 с обем 1.6 литра. През 1990-те години на някои от тях са монтирани и други агрегати. Инж. Велизар Андреев започва да сглобявя и произвежда автомобилите София в средата на 1980-те години под името „София-Б“. „Модел-А“, както постфактум е наричан от автоентусиастите в България и някои български автомобилни медии, всъщност е първия конструиран от инж. Андреев прототип от 1981 година, който не влиза в серийно производство. Прототипът е тип спортно „бъги“, на базата на ВАЗ 2101 „Жигули“.
През 1990 година инж. Велизар Андреев създава и „София-С“ – прототип на лек „джип“ със стъклопластова каросерия, нормално позициониран предно разположен мотор от Лада 1200 и 4 места. По това време той създава и компанията „Виликар“, която започва серийното производство на модела и изработва още няколко екземпляра от спортната „София-Б“.
София – българската спортна кола

## История
Автомобила София се смята за първата българска спортна кола. София модел Б, е създадена, проектирана, и произвеждана в 80-те и началото на 90-те години, от ентусиаста инженер Велизар Андреев, под егидата и с финансирането на ТНТМ. Първоначалния прототип, по-късно наричан модел-А, е показан на националната ТНТМ изложба в 1981 година, и предложен за въвеждане в малкосерийно производство от конструктора му, инж. Андреев. Въобще първия автомобилен прототип на Велизар Андреев, е разработен от него като проект и макет, за дипломната му работа в тогавашния машиностроителен Институт /МЕИ/, още в 1962 година. В края на 70-те години, заедно с ученици от Механотехникума, и Техникума Вилхелм Пик в София, инж. Андреев започва работата върху автомобил от типа „бъги“. Този прототип предизвиква истински фурор при представянето си на Пловдивския панаир през 1981 година. Автомобилът е бил снабден с двигател от автомобил ВАЗ 2101. По късно дизайна на това бъги заляга като обща концепция и форма и при бъдещия модел Б, произвеждан от 1985 до 2001 година. Успоредно с края на сглобяването на София модел Б, Андреев започва производство и на автомобила София-С, който е от тип открито 4-местно бъги. Този модел също използва агрегати от ВАЗ. Произведен е в 60 броя.